# French Open-mesterskabet i herredouble 2025
French Open-mesterskabet i herredouble 2025 var den 124. turnering om French Open-mesterskabet i herredouble. Turneringen var en del af French Open 2025 og blev spillet i Stade Roland Garros i Paris, Frankrig i perioden 27. maj - 7. juni 2025.
Mesterskabet blev vundet af det femteseedede par, Marcel Granollers og Horacio Zeballos, som i finalen besejrede Joe Salisbury og Neal Skupski, der var seedet som nr. 8, med 6-0, 6-7(5), 7-5, og som dermed begge vandt deres første grand slam-titel. Inden da havde Granollers og Zeballos spillet fem hhv. tre grand slam-finaler i herredouble. Det spansk-argentinske par havde tidligere vundet otte ATP Masters 1000-titler sammen men havde tabt alle deres tre hidtidige grand slam-finaler som makkere, senest ved Wimbledon i 2023. 40-årige Horacio Zeballos blev den femte spiller i tennissportens åbne æra, der vandt en grand slam-titel i herredouble som i en alder af 40 år eller ældre. Joe Salisbury og Neal Skupski, der havde indledt deres samarbejde tidligere i 2025, var i deres første grand slam-finale som makkere.
Siden Ruslands invasion af Ukraine i begyndelsen af 2022 havde tennissportens styrende organer, WTA, ATP, ITF og de fire grand slam-turneringer, tilladt, at spillere fra Rusland og Hviderusland fortsat kunne deltage i grand slam-turneringer samt turneringer på ATP Tour og WTA Tour, men de kunne ikke stille op under landenes navne eller flag, og spillerne fra de to lande deltog derfor i turneringen under neutralt flag.

## Pengepræmier og ranglistepoint
Den samlede præmiesum til spillerne i herredouble androg € 2.849.000 (ekskl. per diem), hvilket uændret i forhold til året før.
| Resultat (antal par)   | Pengepræmier | Pengepræmier | Ændring ift. 2024 | ATP-point |
| Resultat (antal par)   | Pr. par      | Total        | Ændring ift. 2024 | ATP-point |
| ---------------------- | ------------ | ------------ | ----------------- | --------- |
| Vindere (1)            | € 590.000    | € 590.000    | 0 %               | 2.000     |
| Finalister (1)         | € 295.000    | € 295.000    | 0 %               | 1.200     |
| Semifinalister (2)     | € 148.000    | € 296.000    | 0 %               | 720       |
| Kvartfinalister (4)    | € 80.000     | € 320.000    | 0 %               | 360       |
| Tabere i 3. runde (8)  | € 43.500     | € 348.000    | 0 %               | 180       |
| Tabere i 2. runde (16) | € 27.500     | € 440.000    | 0 %               | 90        |
| Tabere i 1. runde (32) | € 17.500     | € 560.000    | 0 %               | 0         |
| Samlet præmiesum       | -            | € 2.849.000  | 0 %               | -         |

## Turnering

### Deltagere
Hovedturneringen havde deltagelse af 64 par, der var fordelt på:
- 57 direkte kvalificerede par i form af deres ranglisteplacering.
- 7 par, der har modtaget et wildcard.

#### Seedede par
De 16 bedst placerede af parrene på ATP's verdensrangliste blev seedet:
| Seedning | Rangering | Rangering | Spillere                           | Resultat        |
| Seedning | Sum       | Ind.      | Spillere                           | Resultat        |
| -------- | --------- | --------- | ---------------------------------- | --------------- |
| 1        | 2         | 1         | Marcelo Arévalo Mate Pavić         | Tredje runde    |
| 2        | 7         | 3 4       | Harri Heliövaara Henry Patten      | Kvartfinalister |
| 3        | 11        | 5 6       | Kevin Krawietz Tim Pütz            | Anden runde     |
| 4        | 17        | 9 8       | Simone Bolelli Andrea Vavassori    | Tredje runde    |
| 5        | 21        | 10 11     | Marcel Granollers Horacio Zeballos | Mestre          |
| 6        | 29        | 16 13     | Julian Cash Lloyd Glasspool        | Tredje runde    |
| 7        | 31        | 14 17     | Nikola Mektić Michael Venus        | Anden runde     |
| 8        | 36        | 21 15     | Joe Salisbury Neal Skupski         | Finalister      |
| 9        | 37        | 19 18     | Christian Harrison Evan King       | Semifinalister  |
| 10       | 42        | 22 20     | Máximo González Andrés Molteni     | Første runde    |
| 11       | 47        | 23 24     | Nathaniel Lammons Jackson Withrow  | Første runde    |
| 12       | 55        | 26 29     | André Göransson Sem Verbeek        | Anden runde     |
| 13       | 56        | 31 25     | Sadio Doumbia Fabien Reboul        | Anden runde     |
| 14       | 58        | 28 30     | Jamie Murray Rajeev Ram            | Første runde    |
| 15       | 66        | 39 27     | Matthew Ebden John Peers           | Kvartfinalister |
| 16       | 70        | 38 32     | Hugo Nys Édouard Roger-Vasselin    | Semifinalister  |

#### Wildcards
Syv par modtog et wildcard til hovedturneringen.
| Par                                 | Resultat     |
| ----------------------------------- | ------------ |
| Grégoire Barrère Adrian Mannarino   | Første runde |
| Geoffrey Blancaneaux Valentin Royer | Første runde |
| Ugo Blanchet Kyrian Jacquet         | Første runde |
| Arthur Cazaux Harold Mayot          | Anden runde  |
| Hugo Gaston Corentin Moutet         | Meldte afbud |
| Arthur Géa Moïse Kouamé             | Første runde |
| Pierre-Hugues Herbert Nicolas Mahut | Første runde |

### Resultater

#### Kvartfinaler, semifinaler og finale
| Hugo Nys               |
| Édouard Roger-Vasselin |

| Sander Arends |
| Luke Johnson  |

| Hugo Nys               |
| Édouard Roger-Vasselin |

| Ivan Dodig  |
| Orlando Luz |

| Marcel Granollers |
| Horacio Zeballos  |

| Marcel Granollers |
| Horacio Zeballos  |

| Marcel Granollers |
| Horacio Zeballos  |

| Joe Salisbury |
| Neal Skupski  |

| Joe Salisbury |
| Neal Skupski  |

| Matthew Ebden |
| John Peers    |

| Joe Salisbury |
| Neal Skupski  |

| Christian Harrison |
| Evan King          |

| Christian Harrison |
| Evan King          |

| Harri Heliövaara |
| Henry Patten     |

#### Første, anden og tredje runde
| Marcelo Arévalo |
| Mate Pavić      |

| Pedro Martínez |
| Jaume Munar    |

| Marcelo Arévalo |
| Mate Pavić      |

| Mattia Bellucci |
| Fábián Marozsán |

| Mattia Bellucci |
| Fábián Marozsán |

| Jenson Brooksby |
| Marcos Giron    |

| Marcelo Arévalo |
| Mate Pavić      |

| James Duckworth  |
| Aleksandar Vukic |

| Hugo Nys               |
| Édouard Roger-Vasselin |

| Skander Mansouri  |
| Jean-Julien Rojer |

| James Duckworth  |
| Aleksandar Vukic |

| Ariel Behar   |
| Joran Vliegen |

| Hugo Nys               |
| Édouard Roger-Vasselin |

| Hugo Nys               |
| Édouard Roger-Vasselin |

| Máximo González |
| Andrés Molteni  |

| Jakub Paul |
| David Pel  |

| Jakub Paul |
| David Pel  |

| Marcelo Demoliner |
| Nicolás Jarry     |

| Sander Arends |
| Luke Johnson  |

| Sander Arends |
| Luke Johnson  |

| Sander Arends |
| Luke Johnson  |

| Ryan Seggerman |
| Learner Tien   |

| Julian Cash     |
| Lloyd Glasspool |

| Arthur Géa   |
| Moïse Kouamé |

| Ryan Seggerman |
| Learner Tien   |

| Rinky Hijikata    |
| Miomir Kecmanović |

| Julian Cash     |
| Lloyd Glasspool |

| Julian Cash     |
| Lloyd Glasspool |

| Kevin Krawietz |
| Tim Pütz       |

| Karol Drzewiecki  |
| Piotr Matuszewski |

| Kevin Krawietz |
| Tim Pütz       |

| Geoffrey Blancaneaux |
| Valentin Royer       |

| Ivan Dodig  |
| Orlando Luz |

| Ivan Dodig  |
| Orlando Luz |

| Ivan Dodig  |
| Orlando Luz |

| Fernando Romboli   |
| John-Patrick Smith |

| Fernando Romboli   |
| John-Patrick Smith |

| Petros Tsitsipas   |
| Stefanos Tsitsipas |

| Fernando Romboli   |
| John-Patrick Smith |

| Arthur Cazaux |
| Harold Mayot  |

| Arthur Cazaux |
| Harold Mayot  |

| Jamie Murray |
| Rajeev Ram   |

| Nathaniel Lammons |
| Jackson Withrow   |

| Santiago González |
| Austin Krajicek   |

| Santiago González |
| Austin Krajicek   |

| Quentin Halys   |
| Albano Olivetti |

| Quentin Halys   |
| Albano Olivetti |

| Jason Kubler    |
| Jordan Thompson |

| Santiago González |
| Austin Krajicek   |

| Alexander Erler     |
| Constantin Frantzen |

| Marcel Granollers |
| Horacio Zeballos  |

| Luciano Darderi |
| Diego Hidalgo   |

| Alexander Erler     |
| Constantin Frantzen |

| Francisco Cabral |
| Lucas Miedler    |

| Marcel Granollers |
| Horacio Zeballos  |

| Marcel Granollers |
| Horacio Zeballos  |

| Joe Salisbury |
| Neal Skupski  |

| Andreas Mies    |
| Roman Safiullin |

| Joe Salisbury |
| Neal Skupski  |

| Guido Andreozzi |
| Théo Arribagé   |

| Guido Andreozzi |
| Théo Arribagé   |

| Sebastián Báez    |
| Fracisco Comesaña |

| Joe Salisbury |
| Neal Skupski  |

| Zizou Bergs    |
| Jesper de Jong |

| Nuno Borges        |
| Arthur Rinderknech |

| Nuno Borges        |
| Arthur Rinderknech |

| Nuno Borges        |
| Arthur Rinderknech |

| G. Mpetshi Perricard |
| Alexandre Müller     |

| André Göransson |
| Sem Verbeek     |

| André Göransson |
| Sem Verbeek     |

| Matthew Ebden |
| John Peers    |

| Ugo Blanchet   |
| Kyrian Jacquet |

| Matthew Ebden |
| John Peers    |

| Jakob Schnaitter |
| Mark Wallner     |

| Jakob Schnaitter |
| Mark Wallner     |

| Tallon Griekspoor |
| Bart Stevens      |

| Matthew Ebden |
| John Peers    |

| Bu Yunchaokete       |
| Camilo Ugo Carabelli |

| Simone Bolelli   |
| Andrea Vavassori |

| Sriran Balaji       |
| Miguel Reyes-Varela |

| Sriran Balaji       |
| Miguel Reyes-Varela |

| Pierre-Hugues Herbert |
| Nicolas Mahut         |

| Simone Bolelli   |
| Andrea Vavassori |

| Simone Bolelli   |
| Andrea Vavassori |

| Nikola Mektić |
| Michael Venus |

| Grégoire Jacq  |
| Matthew Romios |

| Nikola Mektić |
| Michael Venus |

| Yuki Bhambri    |
| Robert Galloway |

| Yuki Bhambri    |
| Robert Galloway |

| Robin Haase    |
| Hendrik Jebens |

| Yuki Bhambri    |
| Robert Galloway |

| Rafael Matos |
| Marcelo Melo |

| Christian Harrison |
| Evan King          |

| Romain Arneodo |
| Manuel Guinard |

| Romain Arneodo |
| Manuel Guinard |

| Sander Gillé  |
| Jan Zieliński |

| Christian Harrison |
| Evan King          |

| Christian Harrison |
| Evan King          |

| Sadio Doumbia |
| Fabien Reboul |

| Grégoire Barrère |
| Adrian Mannarino |

| Sadio Doumbia |
| Fabien Reboul |

| Rohan Bopanna |
| Adam Pavlásek |

| Rohan Bopanna |
| Adam Pavlásek |

| Robert Cash |
| J.J. Tracy  |

| Rohan Bopanna |
| Adam Pavlásek |

| Gabriel Diallo |
| Jacob Fearnley |

| Harri Heliövaara |
| Henry Patten     |

| Nicolás Barrientos    |
| Rithvik C. Bollipalli |

| Gabriel Diallo |
| Jacob Fearnley |

| Petr Nouza  |
| Patrik Rikl |

| Harri Heliövaara |
| Henry Patten     |

| Harri Heliövaara |
| Henry Patten     |